# EuroHockey Club Champions Cup 2001 (Herren, Feld)
Die 28. Austragung des EuroHockey Club Champions Cup (Herren-Feld) fand vom 1. – 4. Juni 2001 im niederländischen Bloemendaal statt.
Mit dem französischen Lille MHC, dem gastgebenden HC Bloemendaal, Englands Meister Cannock HC und dem Club Egara aus Spanien nahmen vier Teams bereits 2000 teil. Der HC Bloemendaal sicherte sich zum zweiten Mal nach 1987 den Titel durch ein 3:1 im Finale gegen den Harvestehuder THC aus Deutschland.

## EuroHockey Club Champions Cup
Gruppe A
Freitag, 1. Juni 2001
- 12:00 A: Harvestehuder THC  – Glenanne SC  4:1
- 14:00 A: Cannock HC  – WKS Grunwald Posen  2:2

Samstag, 2. Juni 2001
- 10:00 A: Harvestehuder THC  – WKS Grunwald Posen  4:0
- 12:00 A: Cannock HC  – Glenanne SC  4:2

Sonntag, 3. Juni 2001
- 10:00 A: WKS Grunwald Posen  – Glenanne SC  5:1
- 12:00 A: Harvestehuder THC  – Cannock HC  1:1

| .   |                   |      |        |
| Pos | Verein            | Tore | Punkte |
| 1.  | Harvestehuder THC | 9:2  | 7      |
| 2.  | Cannock HC        | 7:5  | 5      |
| 3.  | Grunwald Posen    | 7:7  | 4      |
| 4.  | Glenanne SC       | 4:13 | 0      |

Gruppe B
Freitag, 1. Juni 2001
- 16:00 A: Club Egara  – Lille MHC  1:1
- 18:00 A: HC Bloemendaal  – Western HC  2:1

Samstag, 2. Juni 2001
- 14:00 A: Club Egara  – Western HC  3:1
- 16:00 A: HC Bloemendaal  – Lille MHC  2:1

Sonntag, 3. Juni 2001
- 14:00 A: Lille MHC  – Western HC  4:5
- 16:00 A: HC Bloemendaal  – Club Egara  0:0

| .   |                |      |        |
| Pos | Verein         | Tore | Punkte |
| 1.  | HC Bloemendaal | 4:2  | 7      |
| 2.  | Club Egara     | 4:2  | 5      |
| 3.  | Western HC     | 7:9  | 3      |
| 4.  | Lille MHC      | 6:8  | 1      |

Platzierungsspiele
Montag, 4. Juni 2001
- 09:00 Abstiegsspiel 4.A – 3.B: Glenanne SC  – Western HC  0:6
- 10:00 Abstiegsspiel 3.A – 4.B: WKS Grunwald Posen  – Lille MHC  3:1
- 11:30 Spiel um Platz 3: Cannock HC  – Club Egara  0:6
- 14:00 Finale: Harvestehuder THC  – HC Bloemendaal  1:3.

Endstand
- 1. HC Bloemendaal  Euro Hockey Club Champions Cup 2001
- 2. Harvestehuder THC
- 3. Club Egara
- 4. Cannock HC
- 5. Western HC
- 5. WKS Grunwald Posen
- 7. Glenanne SC  (Abstieg für Irland zur EuroHockey Club Champions Trophy 2002)
- 7. Lille MHC  (Abstieg für Frankreich zur EuroHockey Club Champions Trophy 2002)

## EuroHockey Club Champions Trophy
Die EuroHockey Club Champions Trophy fand vom 1. – 4. Juni 2001 im belgischen Antwerpen statt. Sie bildete den ersten Unterbau zum EuroHockey Club Champions Cup. Die Clubs spielten neben dem Titel auch um Auf- und Abstieg ihrer nationalen Verbände für die folgende Europapokalsaison.
Gruppe A
Freitag, 1. Juni 2001
- 10:00 A: Eagles HC  – Dinamo Ekaterinburg  3:3
- 12:00 A: HC Rotweiss Wettingen  – SC Stroitel Brest  1:3

Samstag, 2. Juni 2001
- 10:00 A: Eagles HC  – SC Stroitel Brest  2:8
- 12:00 A: HC Rotweiss Wettingen  – Dinamo Ekaterinburg  2:2

Sonntag, 3. Juni 2001
- 10:00 A: Eagles HC  – HC Rotweiss Wettingen  1:2
- 12:00 A: SC Stroitel Brest  – Dinamo Ekaterinburg  4:2

| .   |                       |      |        |
| Pos | Verein                | Tore | Punkte |
| 1.  | SC Stroitel Brest     | 15:5 | 9      |
| 2.  | HC Rotweiss Wettingen | 5:6  | 4      |
| 3.  | Dinamo Ekaterinburg   | 7:9  | 2      |
| 4.  | Eagles HC             | 6:13 | 1      |

Gruppe B
Freitag, 1. Juni 2001
- 14:00 B: SG Amsicora  – Valhalla LHC  5:2
- 16:00 B: KHC Dragons  – Slavia Prag  5:3

Samstag, 2. Juni 2001
- 14:00 B: SG Amsicora  – Slavia Prag  2:2
- 16:00 B: KHC Dragons  – Valhalla LHC  3:2

Sonntag, 3. Juni 2001
- 14:00 B: SG Amsicora  – KHC Dragons  0:2
- 16:00 B: Slavia Prag  – Valhalla LHC  3:0

| .   |              |      |        |
| Pos | Verein       | Tore | Punkte |
| 1.  | KHC Dragons  | 10:5 | 9      |
| 2.  | Slavia Prag  | 8:7  | 4      |
| 3.  | SG Amsicora  | 7:6  | 4      |
| 4.  | Valhalla LHC | 4:11 | 0      |

Platzierungsspiele
Montag, 4. Juni 2001
- 09:00 Abstiegsspiel 4.A – 3.B: Eagles HC  – SG Amsicora  4:1
- 09:00 Abstiegsspiel 3.A – 4.B: Dinamo Ekaterinburg  – Valhalla LHC  6:3
- 11:30 Spiel um Platz 3: HC Rotweiss Wettingen  – Slavia Prag  7:5
- 14:00 Finale: SC Stroitel Brest  – KHC Dragons  1:3

Endstand
- 1. KHC Dragons  (Aufstieg für Belgien zum EuroHockey Club Champions Cup 2002)
- 2. SC Stroitel Brest  (Aufstieg für Weißrussland zum EuroHockey Club Champions Cup 2002)
- 3. HC Rotweiss Wettingen
- 4. Slavia Prag
- 5. Dinamo Ekaterinburg
- 5. Eagles HC
- 7. Valhalla LHC  (Abstieg für Schweden zur EuroHockey Club Champions Challenge 2002)
- 7. SG Amsicora  (Abstieg für Italien zur EuroHockey Club Champions Challenge 2002)

## EuroHockey Club Champions Challenge
Die EuroHockey Club Champions Challenge fand vom 1. – 4. Juni 2001 in Wien statt. Sie bildete den zweiten Unterbau zum EuroHockey Club Champions Cup. Die Clubs spielten neben dem Titel auch um den Aufstieg ihrer nationalen Verbände für die folgende Europapokalsaison.
Gruppe A
Donnerstag, 1. Juni 2001
- 14:00 A: HC Olympia Kolos Sekvoia  – Post SV Wien  2:1
- 16:00 A: HT 85  – Whitchurch HC  1:2

Freitag, 2. Juni 2001
- 14:00 A: HC Olympia Kolos Sekvoia  – Whitchurch HC  3:1
- 16:00 A: HT 85  – Post SV Wien  1:2

Samstag, 3. Juni 2001
- 14:00 A: HC Olympia Kolos Sekvoia  – HT 85  1:0
- 16:00 A: Whitchurch HC  – Post SV Wien  2:3

| .   |                       |      |        |
| Pos | Verein                | Tore | Punkte |
| 1.  | Olympia Kolos Sekvoia | 6:2  | 9      |
| 2.  | Post SV Wien          | 6:5  | 6      |
| 3.  | Whitchurch HC         | 5:7  | 3      |
| 4.  | HT 85                 | 2:5  | 0      |

Gruppe B
Donnerstag, 1. Juni 2001
- 14:00 B: Slagelse HC  – HK Jedinstvo  1:0
- 16:00 B: Wiener AC   – Imereti Kutaisi  12:0

Freitag, 2. Juni 2001
- 14:00 B: Slagelse HC  – Imereti Kutaisi  15:0
- 16:00 B: Wiener AC  – HK Jedinstvo  7:1

Samstag, 3. Juni 2001
- 14:00 B: HK Jedinstvo  – Imereti Kutaisi  8:0
- 16:00 B: Wiener AC  – Slagelse HC  3:1

| .   |                 |      |        |
| Pos | Verein          | Tore | Punkte |
| 1.  | Wiener AC       | 22:2 | 9      |
| 2.  | Slagelse HC     | 17:3 | 6      |
| 3.  | HK Jedinstvo    | 9:8  | 3      |
| 4.  | Imereti Kutaisi | 0:35 | 0      |

Platzierungsspiele
Sonntag, 4. Juni 2001
- 08:00 4.A – 3.B: HT 85  – HK Jedinstvo  2:1
- 10:30 3.A – 4.B: Whitchurch HC  – Imereti Kutaisi  8:1
- 13:00 Spiel um Platz 3: Post SV Wien  – Slagelse HC  2:0
- 15:30 Finale: HC Olympia Kolos Sekvoia  – Wiener AC  2:3

Endstand
- 1. Wiener AC  (Aufstieg für Österreich zur EuroHockey Club Champions Trophy 2002)
- 2. HC Olympia Kolos Sekvoia  (Aufstieg für die Ukraine zur EuroHockey Club Champions Trophy 2002)
- 3. Post SV Wien
- 4. Slagelse HC
- 5. Whitchurch HC
- 5. HT 85
- 7. Imereti Kutaisi
- 7. HK Jedinstvo

## Quelle
- Deutsche Hockey Zeitung Juni 2001